# Georges Bergé
Georges Roger Pierre Bergé (Belmont, 3 gennaio 1909 – Mimizan, 15 settembre 1997) è stato un generale francese, paracadutista dello Special Air Service britannico nel corso della seconda guerra mondiale, decorato con l'Ordre de la Libération.

## Biografia
Nacque a Belmont il 3 gennaio 1909, figlio di un funzionario delle Postes, télégraphes et téléphones. Terminati gli studi nel 1929 effettuò il servizio militare a Mont-de-Marsan nei ranghi del 24º Reggimento fanteria. Dopo aver seguito i corsi dell'EOR, lasciò il servizio come sottotenente della riserva nell'aprile 1930 ma decise di arruolarsi definitivamente tre anni dopo ed entrare nella scuola di fanteria di Saint-Maixent. Promosso tenente nel 1934, fu distaccato nell'Armée de l'air nell'agosto 1937 e si unì al N.601 Groupement parachutiste de l'Air a Reims. Nel 1938, in seguito a problemi di salute che gli impedivano di lanciarsi con il paracadute, ritornò in fanteria.
Allo scoppio della seconda guerra mondiale prestava servizio come capitano presso il 13º Reggimento fanteria. Durante la battaglia di Francia fu ferito da una pallottola il 18 maggio 1940 nei pressi di Bousies, dipartimento del Nord, mentre conduceva un contrattacco. Trasportato ad Arras, fu poi ricoverato in ospedale a Caen, quindi subito evacuato verso il sud-ovest della Francia. Mentre era di passaggio presso alcuni parenti a Mimizan, nelle Landes, il 17 giugno, ascoltò alla radio il discorso del Maresciallo di Francia Philippe Pétain che annunciava la firma dell'armistizio con i tedeschi. 
Rifiutando la resa, il giorno 21 si imbarcò sulla nave polacca Sobieski a Saint-Jean-de-Luz per raggiungere la Gran Bretagna. Arrivato a Plymouth il giorno 23 si arruolò subito dopo nelle Forces françaises libres e, il 24, incontrò il generale Charles de Gaulle a Saint Stephen's House proponendogli la costituzione di una unità paracadutisti.  Assegnato dapprima al deposito delle FFL, poi allo stato maggiore dell'aeronautica, il 15 settembre 1940 fu posto a capo della neocostituita 1ª Compagnia di fanteria dell'aria (CIA). Portò la sua unità ad addestrarsi a Ringway, nei pressi di Manchester, dove conseguì il brevetto di paracadutista, quindi seguì un corso di addestramento al sabotaggio in vista di entrare in azione in Francia. Dal 15 marzo al 5 aprile 1941, sotto la copertura della Special Operations Executive (SOE), egli e quattro dei suoi uomini effettuarono l'operazione Savannah in Bretagna, la prima missione d'azione clandestina in territorio francese occupato. Sebbene gli obiettivi iniziali della missione non fossero raggiunti, egli riuscì a creare nuclei della resistenza a Parigi, Nevers, Mimizan, Bayonne e di riportare informazioni preziose informazioni sul funzionamento del paese sotto il dominio tedesco. Il suo atteggiamento gli valse la concessione della Military Cross e della Croix de guerre con palma vermiglio.
Ritornato in Inghilterra a bordo del sottomarino Tigris, su cui si era imbarcato al largo di Sables-d'Olonne, fu interrogato a Londra dando tutte le informazioni di cui era venuto in possesso. creò il Bureau central de Renseignements et d'Action (BCRA),  una scuola di addestramento per futuri agenti da paracadutare in Francia.
Il 25 luglio 1941, egli e la 1ª CIA furono inviati a Damasco (base aerea di Mezé) e, da lì a Kabret, sulle rive del canale di Suez, dove furono addestrati in un campo britannico (Combined Training Center) dal tenente colonnello Robert Blair (noto come "Paddy") dello Special Air Service sotto gli ordini del maggiore David Stirling. Nel giugno 1942, la 1ª CIA fu incaricata di attaccare sei aeroporti nemici i cui aerei minacciavano il passaggio di un convoglio di rifornimenti proveniente da Alessandria d'Egitto e diretto a Malta. Insieme a un gruppo di quattro uomini attaccarono la base aerea di Heraklion a Creta, riuscendo a distruggere 22 aerei tedeschi, tra cui numerosi bombardieri Junkers Ju 88, venendo però catturato al termine della sua missione il 19 giugno. Mentre cercavano di raggiungere un peschereccio sulla costa meridionale dell'isola che avrebbe dovuto raccoglierli, furono scoperti e durante lo scontro che ne seguì il più giovane di loro, Leostic, rimase ucciso.
Ritornarono alla base di partenza il tenente G. Jellicoe, un ufficiale britannico, che era andato in avanscoperta insieme ad ufficiale greco per individuare la zona di reimbarco, mentre lui e altri due incursori furono catturati, minacciati più volte di fucilazione, ed infine portati in Germania. Internato all'Oflag X-C di Lubecca, creò lì una rete di fuga prima di essere trasferito al castello di Colditz. Venne liberato il 16 aprile 1945, grazie all'avanzata della 3ª Armata americana del generale George Patton.
Al termine del conflitto fu nominato ispettore delle truppe paracadutiste, assegnato al gabinetto militare del Governo provvisorio della Repubblica francese e allo stato maggiore della Difesa nazionale. 
Fu poi mandato a Roma per ricoprire l'incarico di addetto militare presso la locale ambasciata di Francia. Nel 1951 assunse il comando del 14º Reggimento fanteria paracadutista d'assalto (RIPC) a Tolosa, ricoprendo l'incarico sino al 1953, quando fu nominato vice del generale Pierre Barjot, comandante delle truppe aviotrasportate, partecipando all'operazione contro Suez (Egitto) nel 1956. Allo stesso tempo, nel 1954, trascorse uno stage di sette mesi presso la scuola di guerra spagnola. Dal 1957 al 1959 ricoprì l'incarico di assistente del generale comandante dell'ALAT. Nel pieno della guerra d'Algeria fu inviato nella regione di Costantina dove comandò il settore di Corneille fino al 1960. Promosso generale di brigata l'anno successivo, su sua richiesta fu inserito nella 2ª sezione degli ufficiali generali nel gennaio 1962. Ritiratosi a vita privata nel sud-ovest della Francia, fu presidente onorario dell'associazione SAS. Si spense il 15 settembre 1997 a Mimizan. I suoi funerali si sono svolti a Bordeaux.

## Pubblicazioni
- Commandos en Crête, in Historia Magazine n° 19.
- Mission Savannah, in Historia Magazine n° 31.
- Le transport aérien d'assaut vertical, in Revue des Forces Aériennes n° 114, 1956.
- Potentiels, in Revue de la Défense Nationale juillet 1954.
- Une brèche dans le dispositif dissuasif de notre défense, in Revue de la Défense Nouvelle n° 29, janvier 1982.

### Annotazioni
1. ↑  In questa scuola, sita alla Station 36, a Inchmery House, New Forest, vennero addestrati la maggior parte degli agenti segreti e degli operatori radio paracadutati in Francia nel 1941 e nel 1942.

### Fonti
1. 1 2 3 4 5 6 7 8 9 10 11 12 13 14 15 16 17 18 19 20 21 22 23 24 25 26  Ordre de la Liberation.
2. 1 2 3 4 5 6 7 8 9 10 11 12 13  France Libre.